# Diverzió

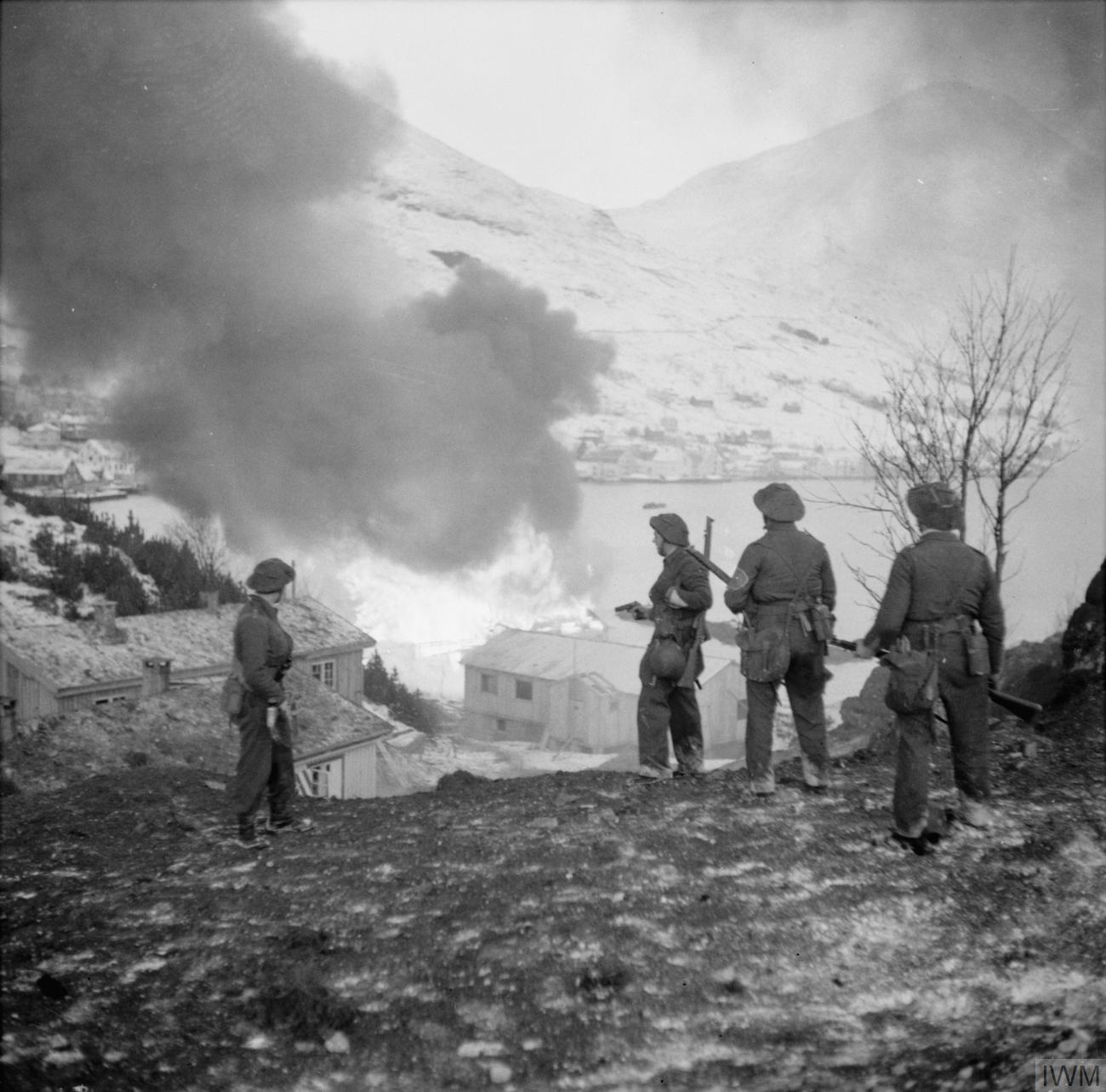
Angol diverzáns ejtőernyősök német lőszerraktárat robbantottak fel Norvégiában, 1941.

A diverzió katonai értelemben elterelő hadművelet, kisebb, reguláris vagy irreguláris fegyveres csoportok tevékenysége a front mögötti ellenséges területeken illetve az ellenfél hátországában azzal a céllal, hogy zavarják az ellenség háborús tevékenységét. A diverzió célja lehet az ellenfél hadvezetésének bénítása, gyengítése, a hadsereg ellátásnak akadályozása, a katonák és a polgári lakosság nyugalmának megzavarása, félelem, elégedetlenség keltése. A diverziós tevékenységet végző személy elnevezése diverzáns.
A fogalom a nyugati szakirodalomban ritkán használatos, helyette ugyanezt a tevékenységet a különleges alakulatok illetve kommandók szemszögéből közelítik meg, illetve a szubverzió (felforgatás) fogalmát használják.

## Kapcsolódó szócikk
- Szpecnaz
- Lélektani hadviselés
- Felforgatás